# Sistema de Thorne
O sistema de Thorne  é um esquema de classificação para as plantas floríferas . Este sistema foi desenvolvido pelo botânico norte-americano Robert Folger Thorne (1920-2015), em 1992. Ele foi substituído em 2000 por um novo sistema. 
- R.F. Thorne (1968). "Synopsis of a putative phylogenetic classification of flowering plants". Aliso 6(4): 57–66.
- R.F. Thorne (1983). "Proposed new alignments in the angiosperms". Nordic J. Bot. 3: 85–117.
- R.F. Thorne (1992). "Classification and geography of flowering plants". Botanical Review 58: 225–348.
- R.F. Thorne (1992). "An updated phylogenetic classification of the flowering plants". Aliso 13: 365–389.
- R.F. Thorne (2000). "The classification and geography of the flowering plants: dicotyledons of the class Angiospermae". Botanical Review 66: 441–647.

O sistema de Thorne coloca as plantas com flores numa única classe (Magnoliopsida = angiospermas ) com uma bifurcação para duas subclasses (Magnoliidae = dicotiledôneas e Liliidae = monocotiledônias) e estas em superordens e ordens.
O sistema está disponível on-line em dois locais:
- Centro para o Estudo das Bibliotecas Digitais Texas A & M (CSDL, Texas)

- Notas de 1999 do  professor J.L. Reveal, no site do Herbario de Norton Brown, Universidade de Maryland (1, 2, 3);  com uma extensa lista de sinonímias, tanto de nomenclatura como de taxonomia, para cada nome botânico no sistema.

## Classificação
- Classe Magnoliopsida [= angiospermas ]

### Subclasse MagnoliidaeSubclasse I.Magnoliidae[= dicotiledôneas
- Superordem 1. Magnolianae
ordem 1. Magnoliales
Família 1. Winteraceae
Família 2. Illiciaceae
Família 3. Schisandraceae
Família 4. Magnoliaceae
Família 5. Degeneriaceae
Família 6. Himantandraceae
Família 7. Eupomatiaceae
Família 8. Annonaceae
Família 9. Aristolochiaceae
Família 10. Myristicaceae
Família 11. Canellaceae
Família 12. Austrobaileyaceae
Família 13. Amborellaceae
Família 14. Trimeniaceae
Família 15. Chloranthaceae
Família 16. Monimiaceae
Família 17. Gomortegaceae
Família 18. Calycanthaceae
Família 19. Lauraceae
Família 20. 'Hernandiaceae
Família 21. Lactoridaceae
Família 22. Saururaceae
Família 23. Piperaceae
Ordem 2. Ceratophyllales
Família 1. Ceratophyllaceae
Ordem 3. Nelumbonales
Família 1. Nelumbonaceae
Ordem 4. Paeoniales
Família 1. Paeoniaceae
Família 2. Glaucidiaceae
Ordem 5. Berberidales
Família 1. Menispermaceae
Família 2. Lardizabalaceae
Família 3. Sargentodoxaceae
Família 4. Berberidaceae
Família 5. Hydrastidaceae
Família 6. Ranunculaceae
Família 7. Circaeasteraceae
Família 8. Papaveraceae
Superordem 2. Nymphaeanae
Ordem 1. Nymphaeales
Família 1. Cabombaceae
Família 2. Nymphaeaceae
Superordem 3. Rafflesianae
Ordem 1. Rafflesiales
Família 1. Hydnoraceae
Família 2. Rafflesiaceae
Superordem 4. Caryophyllanae
Ordem 1. Caryophyllales
Família 1. Caryophyllaceae
Família 2. Portulacaceae
Família 3. Hectorellaceae
Família 4. Basellaceae
Família 5. Didiereaceae
Família 6. Cactaceae
Família 7. Phytolaccaceae
Família 8. Petiveriaceae
Família 9. Agdestidaceae
Família 10. Barbeuiaceae
Família 11. Achatocarpaceae
Família 12. Stegnospermataceae
Família 13. Nyctaginaceae
Família 14. Aizoaceae
Família 15. Halophytaceae
Família 16. Molluginaceae
Família 17. Chenopodiaceae
Família 18. Amaranthaceae
Superordem 5. Theanae
Ordem 1. Theales
Família 1. Dilleniaceae
Família 2. Actinidiaceae
Família 3. Paracryphiaceae
Família 4. Stachyuraceae
Família 5. Theaceae
Família 6. Asteropeiaceae
Família 7. Tetrameristaceae
Família 8. Pellicieraceae
Família 9. Chrysobalanaceae
Família 10. Symplocaceae
Família 11. Caryocaraceae
Família 12. Marcgraviaceae
Família 13. Oncothecaceae
Família 14. Aquifoliaceae
Família 15. Phellinaceae
Família 16. Sphenostemonaceae
Família 17. Sarraceniaceae
Família 18. Pentaphylacaceae
Família 19. Clethraceae
Família 20. Cyrillaceae
Família 21. Ochnaceae
Família 22. Quiinaceae
Família 23. Scytopetalaceae
Família 24. Medusagynaceae
Família 25. Strasburgeriaceae
Família 26. Ancistrocladaceae
Família 27. Dioncophyllaceae
Família 28. Nepenthaceae
Família 29. Bonnetiaceae
Família 30. Clusiaceae
Família 31. Elatinaceae
Família 32. Lecythidaceae
Ordem 2. Ericales
Família 1. Ericaceae
Família 2. Epacridaceae
Família 3. Empetraceae
Ordem 3. Fouquieriales
Família 1. Fouquieriaceae
Ordem 4. Styracales
Família 1. Ebenaceae
Família 2. Lissocarpaceae
Família 3. Sapotaceae
Família 4. Styracaceae
Ordem 5. Primulales
Família 1. Theophrastaceae
Família 2. Myrsinaceae
Família 3. Primulaceae
Família 4. Plumbaginaceae
Ordem 6. Polygonales
Família 1. Polygonaceae
Superordem 6. Celastranae
Ordem 1. Celastrales
Família 1. Celastraceae
Família 2. Goupiaceae
Família 3. Lophopyxidaceae
Família 4. Stackhousiaceae
Família 5. Corynocarpaceae
Superordem 7. Malvanae
Ordem 1. Malvales
Família 1. Sterculiaceae
Família 2. Huaceae
Família 3. Elaeocarpaceae
Família 4. Plagiopteraceae
Família 5. Tiliaceae
Família 6. Monotaceae
Família 7. Dipterocarpaceae
Família 8. Sarcolaenaceae
Família 9. Sphaerosepalaceae
Família 10. Bombacaceae
Família 11. Malvaceae
Ordem 2. Urticales
Família 1. Ulmaceae
Família 2. Moraceae
Família 3. Cecropiaceae
Família 4. Barbeyaceae
Família 5. Urticaceae
Família 6. Cannabaceae
Ordem 3. Rhamnales
Família 1. Rhamnaceae
Família 2. Elaeagnaceae
Ordem 4. Euphorbiales
Família 1. Euphorbiaceae
Família 2. Aextoxicaceae
Família 3. Simmondsiaceae
Família 4. Dichapetalaceae
Família 5. Gonystylaceae
Família 6. Thymelaeaceae
Superordem 8. Violanae
Ordem 1. Violales
Família 1. Bixaceae
Família 2. Cochlospermaceae
Família 3. Cistaceae
Família 4. Violaceae
Família 5. Flacourtiaceae
Família 6. Physenaceae
Família 7. Lacistemataceae
Família 8. Salicaceae
Família 9. Dipentodontaceae
Família 10. Peridiscaceae
Família 11. Scyphostegiaceae
Família 12. Passifloraceae
Família 13. Turneriaceae
Família 14. Malesherbiaceae
Família 15. Achariaceae
Família 16. Caricaceae
Família 17. Tamaricaceae
Família 18. Frankeniaceae
Família 19. Cucurbitaceae
Família 20. Begoniaceae
Família 21. Datiscaceae
Ordem 2. Brassicales
Família 1. Resedaceae
Família 2. Capparaceae
Família 3. Brassicaceae
Família 4. Salvadoraceae
Família 5. Gyrostemonaceae
Ordem 3. Batales
Família 1. Bataceae
Superordem 9. Santalanae
Ordem 1. Santalales
Família 1. Olacaceae
Família 2. Opiliaceae
Família 3. Medusandraceae
Família 4. Santalaceae
Família 5. Misodendraceae
Família 6. Loranthaceae
Família 7. Eremolepidaceae
Família 8. Viscaceae
Ordem 2. Balanophorales
Família 1. Balanophoraceae
Família 2. Cynomoriaceae
Superordem 10. Geranianae
Ordem 1. Linales
Família 1. Humiriaceae
Família 2. Ctenolophonaceae
Família 3. Hugoniaceae
Família 4. Ixonanthaceae
Família 5. Linaceae
Família 6. Erythroxylaceae
Família 7. Zygophyllaceae
Família 8. Balanitaceae
Ordem 2. Rhizophorales
Família 1. Rhizophoraceae
Ordem 3. Geraniales
Família 1. Oxalidaceae
Família 2. Geraniaceae
Família 3. Balsaminaceae
Família 4. Tropaeolaceae
Família 5. Limnanthaceae
Ordem 4. Polygalales
Família 1. Malpighiaceae
Família 2. Trigoniaceae
Família 3. Vochysiaceae
Família 4. Polygalaceae
Família 5. Krameriaceae
Superordem 11. Rutanae
Ordem 1. Rutales
Família 1. Rutaceae
Família 2. Rhabdodendraceae
Família 3. Cneoraceae
Família 4. Simaroubaceae
Família 5. Picramniaceae
Família 6. Ptaeroxylaceae
Família 7. Meliaceae
Família 8. Burseraceae
Família 9. Anacardiaceae
Família 10. Leitneriaceae
Família 11. Tepuianthaceae
Família 12. Coriariaceae
Família 13. Sapindaceae
Família 14. Sabiaceae
Família 15. Melianthaceae
Família 16. Akaniaceae
Família 17. Bretschneideraceae
Família 18. Moringaceae
Família 19. Surianaceae
Família 20. Connaraceae
Família 21. Fabaceae
Superordem 12. Proteanae
Ordem 1. Proteales
Família 1. Proteaceae
Superordem 13. Rosanae
Ordem 1. Hamamelidales
Família 1. Trochodendraceae
Família 2. Eupteleaceae
Família 3. Cercidiphyllaceae
Família 4. Platanaceae
Família 5. Hamamelidaceae
Ordem 2. Casuarinales
Família 1. Casuarinaceae
Ordem 3. Balanopales
Família 1. Buxaceae
Família 2. Didymelaceae
Família 3. Daphniphyllaceae
Família 4. Balanopaceae
Ordem 4. Bruniales
Família 1. Roridulaceae
Família 2. Bruniaceae
Família 3. Geissolomataceae
Família 4. Grubbiaceae
Família 5. Myrothamnaceae
Família 6. Hydrostachyaceae
Ordem 5. Juglandales
Família 1. Rhoipteleaceae
Família 2. Juglandaceae
Família 3. Myricaceae
Ordem 6. Betulales
Família 1. Ticodendraceae
Família 2. Betulaceae
Família 3. Nothofagaceae
Família 4. Fagaceae
Ordem 7. Rosales
Família 1. Rosaceae
Família 2. Neuradaceae
Família 3. Crossosomataceae
Família 4. Anisophylleaceae
Ordem 8. Saxifragales
Família 1. Tetracarpaeaceae
Família 2. Crassulaceae
Família 3. Cephalotaceae
Família 4. Penthoraceae
Família 5. Saxifragaceae
Família 6. Francoaceae
Família 7. Grossulariaceae
Família 8. Vahliaceae
Família 9. Eremosynaceae
Família 10. Lepuropetalaceae
Família 11. Parnassiaceae
Família 12. Stylidiaceae
Família 13. Droseraceae
Família 14. Greyiaceae
Família 15. Diapensiaceae
Ordem 9. Podostemales
Família 1. Podostemaceae
Ordem 10. Cunoniales
Família 1. Cunoniaceae
Família 2. Davidsoniaceae
Família 3. Staphyleaceae
Superordem 14. Cornanae
Ordem 1. Hydrangeales
Família 1. Hydrangeaceae
Família 2. Escalloniaceae
Família 3. Carpodetaceae
Família 4. Griseliniaceae
Família 5. Alseuosmiaceae
Família 6. Montiniaceae
Família 7. Brexiaceae
Família 8. Columelliaceae
Família 9. Desfontainiaceae
Ordem 2. Cornales
Família 1. Vitaceae
Família 2. Gunneraceae
Família 3. Haloragaceae
Família 4. Cornaceae
Família 5. Curtisiaceae
Família 6. Alangiaceae
Família 7. Garryaceae
Família 8. Aucubaceae
Família 9. Aralidiaceae
Família 10. Eucommiaceae
Família 11. Icacinaceae
Família 12. Metteniusaceae
Família 13. Cardiopteridaceae
Família 14. Peripterygiaceae
Ordem 3. Pittosporales
Família 1. Pittosporaceae
Família 2. Byblidaceae
Família 3. Tremandraceae
Ordem 4. Araliales
Família 1. Helwingiaceae
Família 2. Torricelliaceae
Família 3. Araliaceae
Família 4. Hydrocotylaceae
Família 5. Apiaceae
Ordem 5. Dipsacales
Família 1. Caprifoliaceae
Família 2. Adoxaceae
Família 3. Valerianaceae
Família 4. Triplostegiaceae
Família 5. Dipsacaceae
Família 6. Morinaceae
Superordem 15. Asteranae
Ordem 1. Asterales
Família 1. Calyceraceae
Família 2. Asteraceae
Ordem 2. Campanulales
Família 1. Menyanthaceae
Família 2. Pentaphragmataceae
Família 3. Sphenocleaceae
Família 4. Campanulaceae
Família 5. Goodeniaceae
Superordem 16. Solananae
Ordem 1. Solanales
Família 1. Solanaceae
Família 2. Duckeodendraceae
Família 3. Goetzeaceae
Família 4. Nolanaceae
Família 5. Convolvulaceae
Família 6. Hydrophyllaceae
Família 7. Boraginaceae
Família 8. Hoplestigmataceae
Família 9. Lennoaceae
Família 10. Tetrachondraceae
Família 11. Polemoniaceae
Superordem 17. Loasanae
Ordem 1. Loasales
Família 1. Loasaceae
Superordem 18. Myrtanae
Ordem 1. Myrtales
Família 1. Lythraceae
Família 2. Alzateaceae
Família 3. Rhynchocalycaceae
Família 4. Penaeaceae
Família 5. Oliniaceae
Família 6. Trapaceae
Família 7. Crypteroniaceae
Família 8. Melastomataceae
Família 9. Combretaceae
Família 10. Onagraceae
Família 11. Myrtaceae
Superordem 19. Gentiananae
Ordem 1. Gentianales
Família 1. Loganiaceae
Família 2. Rubiaceae
Família 3. Dialypetalanthaceae
Família 4. Apocynaceae
Família 5. Gentianaceae
Família 6. Saccifoliaceae
Ordem 2. Scrophulariales
Família 1. Oleaceae
Família 2. Buddlejaceae
Família 3. Stilbaceae
Família 4. Bignoniaceae
Família 5. Pedaliaceae
Família 6. Martyniaceae
Família 7. Myoporaceae
Família 8. Scrophulariaceae
Família 9. Gesneriaceae
Família 10. Globulariaceae
Família 11. Plantaginaceae
Família 12. Lentibulariaceae
Família 13. Acanthaceae
Família 14. Callitrichaceae
Família 15. Hippuridaceae
Família 16. Verbenaceae
Família 17. Phrymaceae
Família 18. Symphoremataceae
Família 19. Nesogenaceae
Família 20. Avicenniaceae
Família 21. Lamiaceae

### Subclasse Liliidae
- Subclasse II. Liliidae [= monocotiledônias ]
Superordem 1. Lilianae
ordem 1. Liliales
Família 1. Melanthiaceae
Família 2. Campynemataceae
Família 3. Alstroemeriaceae
Família 4. Colchicaceae
Família 5. Liliaceae
Família 6. Trilliaceae
Família 7. Iridaceae
ordem 2. Burmanniales
Família 1. Burmanniaceae
Família 2. Corsiaceae
ordem 3. Asparagales
Família 1. Asparagaceae
Família 2. Luzuriagaceae
Família 3. Asphodelaceae
Família 4. Aphyllanthaceae
Família 5. Phormiaceae
Família 6. Tecophilaeaceae
Família 7. Lanariaceae
Família 8. Hemerocallidaceae
Família 9. Asteliaceae
Família 10. Hanguanaceae
Família 11. Agavaceae
Família 12. Hostaceae
Família 13. Blandfordiaceae
Família 14. Dasypogonaceae
Família 15. Xanthorrhoeaceae
Família 16. Ixioliriaceae
Família 17. Hyacinthaceae
Família 18. Alliaceae
Família 19. Amaryllidaceae
Família 20. Hypoxidaceae
Família 21. Velloziaceae
Família 22. Cyanastraceae
Família 23. Eriospermaceae
ordem 4. Dioscoreales
Família 1. Philesiaceae
Família 2. Rhipogonaceae
Família 3. Petermanniaceae
Família 4. Smilacaceae
Família 5. Dioscoreaceae
Família 6. Trichopodaceae
Família 7. Stemonaceae
Família 8. Taccaceae
ordem 5. Orchidales
Família 1. Orchidaceae
Superordem 2. Hydatellanae
ordem 1. Hydatellales
Família 1. Hydatellaceae
Superordem 3. Triuridanae
ordem 1. Triuridales
Família 1. Triuridaceae
Superordem 4. Alismatanae
ordem 1. Alismatales
Família 1. Butomaceae
Família 2. Alismataceae
Família 3. Hydrocharitaceae
ordem 2. Potamogetonales
Família 1. Aponogetonaceae
Família 2. Scheuchzeriaceae
Família 3. Juncaginaceae
Família 4. Potamogetonaceae
Família 5. Posidoniaceae
Família 6. Cymodoceaceae
Família 7. Zannichelliaceae
Família 8. Zosteraceae
Superordem 5. Aranae
ordem 1. Acorales
Família 1. Acoraceae
ordem 2. Arales
Família 1. Araceae
Família 2. Lemnaceae
Superordem 6. Cyclanthanae
ordem 1. Cyclanthales
Família 1. Cyclanthaceae
Superordem 7. Pandananae
ordem 1. Pandanales
Família 1. Pandanaceae
Superordem 8. Arecanae
ordem 1. Arecales
Família 1. Arecaceae
Superordem 9. Commelinanae
ordem 1. Bromeliales
Família 1. Bromeliaceae
ordem 2. Philydrales
Família 1. Philydraceae
Família 2. Pontederiaceae
Família 3. Haemodoraceae
ordem 3. Typhales
Família 1. Typhaceae
ordem 4. Zingiberales
Família 1. Musaceae
Família 2. Strelitziaceae
Família 3. Lowiaceae
Família 4. Heliconiaceae
Família 5. Zingiberaceae
Família 6. Costaceae
Família 7. Cannaceae
Família 8. Marantaceae
ordem 5. Commelinales
Família 1. Rapateaceae
Família 2. Xyridaceae
Família 3. Commelinaceae
Família 4. Mayacaceae
Família 5. Eriocaulaceae
ordem 6. Juncales
Família 1. Thurniaceae
Família 2. Juncaceae
Família 3. Cyperaceae
ordem 7. Poales
Família 1. Flagellariaceae
Família 2. Joinvilleaceae
Família 3. Restionaceae
Família 4. Ecdeiocoleaceae
Família 5. Centrolepidaceae
Família 6. Poaceae